# Guido De Philippis
Guido De Philippis (Fiesole, 16 agosto 1985) è un matematico italiano, vincitore del premio Carlo Miranda nel 2014, del premio EMS nel 2016, della medaglia Stampacchia nel 2018 e del Premio Caccioppoli 2022.

## Biografia
Guido De Philippis si è laureato in matematica all'Università degli Studi di Firenze nel 2009 sotto la supervisione di Emanuele Paolini e nel 2012 ha conseguito il dottorato di ricerca alla Scuola Normale Superiore a Pisa con Luigi Ambrosio e Luis Caffarelli con tesi sulla regolarità delle mappe di trasporto ottimale. Come assegnista di ricerca ha studiato nel 2013 all'Hausdorff Center for Mathematics di Bonn e nel 2014 all'Università di Zurigo mentre nel 2015 è stato nominato ricercatore (chargé de recherche) del CNRS alla École normale supérieure di Lione. Nel 2016 ha assunto l'incarico prima di professore associato e poi ordinario nel 2018 alla SISSA di Trieste. Dal 2019 è professore presso il Courant Institute della New York University.

## Campo di studi
Si occupa di calcolo delle variazioni, equazioni differenziali alle derivate parziali e teoria geometrica della misura. In particolare, si è dedicato a problemi di variazione geometrica, come ad esempio il problema del trasporto ottimale, il problema di Plateau, l'ottimizzazione di Mumford-Shah per il ritocco fotografico, l'equazione di Monge-Ampère e i problemi sulla forma ottimale. Tra gli altri, ha collaborato con Alessio Figalli, vincitore della medaglia Fields nel 2018.

## Riconoscimenti
Nel 2014 ha ricevuto il premio Carlo Miranda, nel 2016 ha ricevuto il premio EMS "per i suoi eccezionali contributi alla regolarità delle soluzioni dell'equazione di Monge-Ampère e delle mappe ottimali e per il suo profondo lavoro sulle disuguaglianze di stabilità quantitativa per il primo autovalore del laplaciano e la rigidità in alcune disuguaglianze di tipo isoperimetrico" e nel 2018 è stato insignito della medaglia Stampacchia dell'Unione Matematica Italiana. Ha vinto il Premio Caccioppoli 2022.

## Opere
- (EN) Guido De Philippis e Alessio Figalli, The Monge–Ampère equation and its link to optimal transportation, in Bulletin of the American Mathematical Society, vol. 51, n. 4, 16 maggio 2014,  pp. 527–580, DOI:10.1090/S0273-0979-2014-01459-4. URL consultato il 5 marzo 2025.
- (EN) Vincenzo Ancona, Elisabetta Strickland (a cura di), Trends in Contemporary Mathematics, in Springer INdAM Series, 2014, DOI:10.1007/978-3-319-05254-0. URL consultato il 5 marzo 2025.
- (EN) Trends in Contemporary Mathematics, collana Springer INdAM Series, vol. 8, Springer International Publishing, 2014, DOI:10.1007/978-3-319-05254-0, ISBN 978-3-319-05253-3. URL consultato il 5 marzo 2025.
- Regularity of Optimal Transport Maps and Applications Archiviato il 4 agosto 2018 in Internet Archive., Edizioni della Normale, 2013, ISBN 978-88-7642-456-4 (tesi di dottorato).